# Hecamede globifera
Hecamede globifera är en tvåvingeart som först beskrevs av Karl Henrik Boheman 1852.  Hecamede globifera ingår i släktet Hecamede och familjen vattenflugor.
Artens utbredningsområde är Sverige. Inga underarter finns listade i Catalogue of Life.